# Carl Slevogt (Politiker)
Carl Slevogt (* 25. April 1845 in Eisenach; † 13. September 1922 in Weimar) war Jurist und Mitglied des Deutschen Reichstags.

## Leben
Slevogt besuchte das Gymnasium in Eisenach und studierte von 1864 bis 1867 in Jena und Leipzig Rechtswissenschaften. 1864 wurde er Mitglied der Burschenschaft Germania Jena. Er bestand 1868 das erste und 1869 das zweite weimarische Staatsexamen. Slevogt trat bei der Mobilmachung 1870 als Freiwilliger in das Ersatzbataillon des 5. Thüringer Infanterieregiments Nr. 94 (Großherzog von Sachsen). Nach einigen Wochen wurde er zum mobilen Regiment versetzt und am 2. Dezember 1870 bei Poupry verwundet. Nach seiner Wiederherstellung Ende 1871 trat er in den Staatsdienst zurück und wurde März 1872 als Assessor beim Großherzoglich Sächsischen Justizamt in Ostheim vor der Rhön angestellt. 1873 wurde er als an das Kreisgericht in Sondershausen versetzt. 1879 wurde er zum Regierungsrat und 1908 zum Staatsrat ernannt. Er schrieb verschiedene Abhandlungen, u. a. Das Notenrecht der Reichsbank, Leipzig 1876, und war Mitarbeiter an Hirths Annalen (Jahresberichte über Bankwesen und Geldverkehr).
Von 1877 bis 1878 war er Mitglied des Deutschen Reichstags für den Reichstagswahlkreis Großherzogtum Sachsen-Weimar-Eisenach 3 (Neustadt, Jena) und die Nationalliberale Partei.